# 波爾克鎮區 (印地安納州門羅縣)
波爾克鎮區（英語：Polk Township）是位於美國印地安納州門羅縣的一個行政鎮區。

## 地方資料
根據2010年美國人口普查的數據，波爾克鎮區的面積為100.50平方千米，當中陸地面積為88.50平方千米，而水域面積為12.00平方千米。當地共有人口3600人，而人口密度為每平方千米35.82人。

## 外部連結
- Indiana Township Association （页面存档备份，存于）
- United Township Association of Indiana （页面存档备份，存于）
- City-Data.com page for Polk Township （页面存档备份，存于）